# Боурени (Балш)
Боурени (рум. Boureni) насеље је у Румунији у округу Јаши у општини Балш. Oпштина се налази на надморској висини од 134 m.

## Становништво
Према подацима из 2002. године у насељу је живело 1607 становника, од којих су сви румунске националности.